# Эггер-Линц, Альбин
Альбин Эггер-Линц (нем. Albin Egger-Lienz; 29 января 1868, Дёльзах-Штрибах — 4 ноября 1926, Больцано) — австрийский живописец.

## Биография
Ингенуин Альбуин Тройер, позднее взявший имя Альбин Эггер-Линц, родился в Дёльзах-Штрибахе, рядом с Лиенцем в Тироле. Был внебрачным сыном крестьянки Марии Тройер и фотографа и церковного художника Георга Эггера. С 1869 года живет в семье отца и получает его фамилию. Имя Эггер-Линц появляется в каталоге выставки в 1891 году.
Сначала обучался у своего отца, затем — в мюнхенской Академии художеств, где на него оказали влияние Франц Дефреггер и Жан-Франсуа Милле.
В своем творчестве особое внимание уделял деревенскому жанру и историческим полотнам. Под влиянием Ходлера его художественный язык обрел монументальную выразительность.
В 1899 году переезжает в Вену. В 1908—1910 годах — участник Венского Сецессиона. В 1911 и 1912 годах он профессор в Саксонско-Веймарской Высшей школе изобразительного искусства.
В 1918 году он отказался от места профессора в Венской академии и поселился в Южном Тироле. Эггер-Линц скончался 4 ноября 1926 года в пригороде Больцано.
Изображение с картины Эггера-Линца «Сеятель и дьявол» использовалось на монете в 1 австрийский шиллинг, которая чеканилась с 1946 года по 1957 год. При этом на монете был изображен не крестьянин, а, скорее, дьявол, сеющий сорняки среди пшеницы.

## Галерея
- Пляска смерти девятого года (1906–1908)
- Альпийский пейзаж в Этцтале (1911)
- Безымянные. 1914 (1916)
- Финал (1918)
- Сеятель и дьявол (1921)
- Жнецы (Жнецы во время приближения грозы) (1922)
- "Поклонение" (1904)
- Штурм. Безымянные (1925), Фреска в часовне военного мемориала в Лиенце